# 縁の下の力持ち

縁の下の力持ち（えんのしたのちからもち）は、大阪の舞楽からのことわざ。

## 概要
現代の日本においては、人の見えないところで力を尽くして苦労をしている人のことを意味する。脚光を浴びてはいないが、影で重要な役割を果たしている人のことである。
この言葉の意味は時代の流れと共に変化してきている。明治や大正のころまではこの言葉というのは、他人のために骨を折るのみであり報われないという意味であった。このためこの言葉が当てはまるようなことは辞めた方が良いと否定的に見られていた。1773年の浮世草子の『小児養育気質』では数多くの贈り物をする機会に、間違った物を送ってしまえば縁の下の力持ちとなってしまうとある。1780年の滑稽本の『風来六部集』では、生まれつきの変わり者で無駄骨ばかりの中にいる人のことを縁の下の力持ちとしているのが見られる。
明治までは力持ちというのは人前で演じる芸のことであったが、これは絶滅している。このような芸というのは人が見ていない縁の下で行っていても無駄であるということから、この言葉はこのような用いられ方がされていたのである。それと近代になってからはあらゆる分野では組織的な活動が求められるようになったために、裏方で働いている人の評価も徐々に高まってきているために縁の下の力持ちへの評価も変わってきている。1937年の小林一三の著書では、実力というものの内容というのは時勢につれて常に変化しており、今では縁の下の力持ちをなし得る人が一番早くその実力を認められる時代である。実力とは平凡な仕事を規則正しく几帳面に終始一貫遂行することとある。

### 由来
このことわざは大阪の四天王寺で経供養のために催されていた舞楽が由来である。この経供養というのは日本に経が伝来したことを記念して催されていたものであり、ここでの舞楽というのは舞台上で行うものではなく非公開で行うものであった。この舞楽というのは椽の下の舞と呼ばれていて、これは人が見ていない所で虚しく苦労をしているという意味でも用いられるようになった。
脚注
1. 1 2 3  デジタル大辞泉,ことわざを知る辞典. “縁の下の力持ち(エンノシタノチカラモチ)とは？ 意味や使い方”. コトバンク. 2025年1月17日閲覧。
2. ↑  Inc, NetAdvance. “第439回 「縁の下の力持ち」の「力持ち」とは？”. JapanKnowledge. 2025年1月17日閲覧。
3. ↑  “「縁の下の力持ち」とは？変化した意味や言葉の由来、よく似た表現について解説”. Domani (2023年8月12日). 2025年1月17日閲覧。